# 자의국
자의국(諮議局)이란, 청나라 말기에 설치된 성(省) 단위의 지방 의회를 말한다.
1907년에 입안되어 1909년에 개설되었으며 중앙의회인 자정원(資政院)과 함께 헌정 준비에 임했다.

## 같이 보기
- 입헌운동
- 서태후
- 광서제
- 자정원
- 심균유